# فانتین لسافره
فانتین لسافره (انگلیسی: Fantine Lesaffre؛ زادهٔ ۱۰ نوامبر ۱۹۹۴) ورزشکار ورزش شنا اهل فرانسه است.
وی در مسابقات کشوری و بین‌المللی در مجموع برندهٔ ۱ مدال طلا و ۲ مدال برنز شده‌است.